# Sungai Dusun (Batang Tuaka)
Sungai Dusun is een bestuurslaag in het regentschap Indragiri Hilir van de provincie Riau, Indonesië. Sungai Dusun telt 1716 inwoners (volkstelling 2010).